# سید ابوالحسن اصفهانی
سید ابوالحسن موسوی مدیسه ای اصفهانی (۱۲۴۶ خورشیدی– ۱۳ آبان ۱۳۲۵ خورشیدی) فقیه، اصولی و از مراجع تقلید شیعه امامیه بود. وی بعد از درگذشت محمدحسین نائینی، مرجعیت عامه شیعه را بر عهده گرفت و شاگردان زیادی را پرورش داد.
به‌دلیل گستردگی مرجعیت وی در آن زمان اهل عراق او را زعیم الطائفة لقب دادند، در طول تاریخ تشیع شاید هیچ مرجعیت به شهرت و گستردگی مرجعیت او نمی‌رسید.
اصفهانی کتابی در فقه به نام وسیلة النجاة دارد که از متون مهم فقهی است و سید روح‌الله خمینی هم آن را با نام تحریرالوسیله شرح نموده‌است.

## تحصیل
ابوالحسن دروس ابتدایی را در زادگاهش مدیسه فراگرفت، سپس برای فراگیری علوم دینی به حوزه علمیه اصفهان مهاجرت کرد و از حلقه درس علامه محمد ابراهیم کلباسی، ملا محمد کاشی، میرزا محمد هاشم چهارسوقی خوانساری، سید محمدباقر درچه‌ای، میرزا یحیی مدرس اصفهانی حکیم جهانگیر خان قشقایی استفاده کرد.
در سال ۱۳۰۷ (قمری) به حوزه‌های علمیه نجف و سامرا رفت و از اساتیدی چون میرزا محمدحسن شیرازی، میرزا حبیب‌الله رشتی، فاضل شربیانی، محمدحسن مامقانی، سید محمد کاظم یزدی، آخوند خراسانی، میرزا محمدتقی شیرازی و شیخ الشریعه بهره برد.
وی دوران تحصیلی خود را بیشتر در نزد میرزا حبیب‌الله رشتی و آخوند خراسانی گذراند و از نظر مذاق فقهی و سیاسی بیشتر متمایل به استادش آخوند خراسانی بود.
پس از درگذشت آخوند خراسانی، به تدریس پرداخت و به عنوان یک مجتهد و نامزدی برای مرجعیت دینی مطرح گردید.
در زمان حیات میرزا حسین نائینی، آقا ضیاءالدین عراقی و شیخ محمدحسین اصفهانی (کمپانی)، بسیاری از فقها، محفل علمی و فقهی او را برتر دانستند؛میرزا محمدتقی شیرازی نخستین مرجعی بود که احتیاطات خود را به اصفهانی ارجاع داد، تا جایی که پس از مرگ میرزا محمدتقی شیرازی (متوفی ۱۳۳۸ قمری)، میرزا حسین نائینی (متوفی ۱۳۵۵) و عبدالکریم حائری یزدی (متوفی ۱۳۵۵ قمری)؛ مرجعیت دینی در او متمرکز شد و این مرجعیت عامه تا ۱۰ سال به طول انجامید. گستردگی مرجعیت او در تاریخ تشیع کم نظیر بوده است.

## آثار
- وسیلة النجاة
- انیس المقلدین
- حاشیه بر تبصره علامه
- حاشیه بر العروة الوثقی
- حاشیه بر نجاة العباد
- ذخیرة العباد
- شرح کفایة الاصول
- منتخب الرسائل
- مناسک حج
- وسیلة النجاة الصغری
- مصباح الوارثين
- ذخیرة الصالحین[۷]

## انتخاب به نمایندگی مجلس
سید ابوالحسن اصفهانی یکی از پنج نفر علمائی بود که در دوره دوم مجلس شورای ملی به نمایندگی برگزیده شدند تا بر مطابقت مصوبات مجلس با احکام شرع نظارت داشته باشند. بنابر قانون اساسی، آخوند خراسانی مرجع بزرگ شیعه در نجف بیست نفر از علما را به مجلس معرفی کرد تا پنج نفر از آنها را به اتفاق آرا یا به قید قرعه برگزینند. در بیستم امرداد ۱۲۸۹ که رأی‌گیری به عمل آمد، سید ابوالحسن اصفهانی جزو هیچ‌یک از پنج نفری نبود که نمایندگان انتخاب کردند اما بر سر آن پنج نفر نیز اتفاق آرا به دست نیامد. در نشست بعدی که دو روز بعد برگزار شد، تنها حاج میرزا زین‌العابدین قمی بود که رأی همه ۶۸ نماینده حاضر را کسب کرد. بنابرای برای چهار نفر دیگر قرعه کشی کردند و سید ابوالحسن اصفهانی جزو چهار نفری بود که نامش از قرعه درآمد. اما سید ابوالحسن اصفهانی هیچگاه به تهران نرفت و در مجلس حاضر نشد. سرانجام سه ماه پس از انتخاب، با ارسال تلگرافی به مجلس از نمایندگی اعلام استعفا کرد. 

## ورود به قم

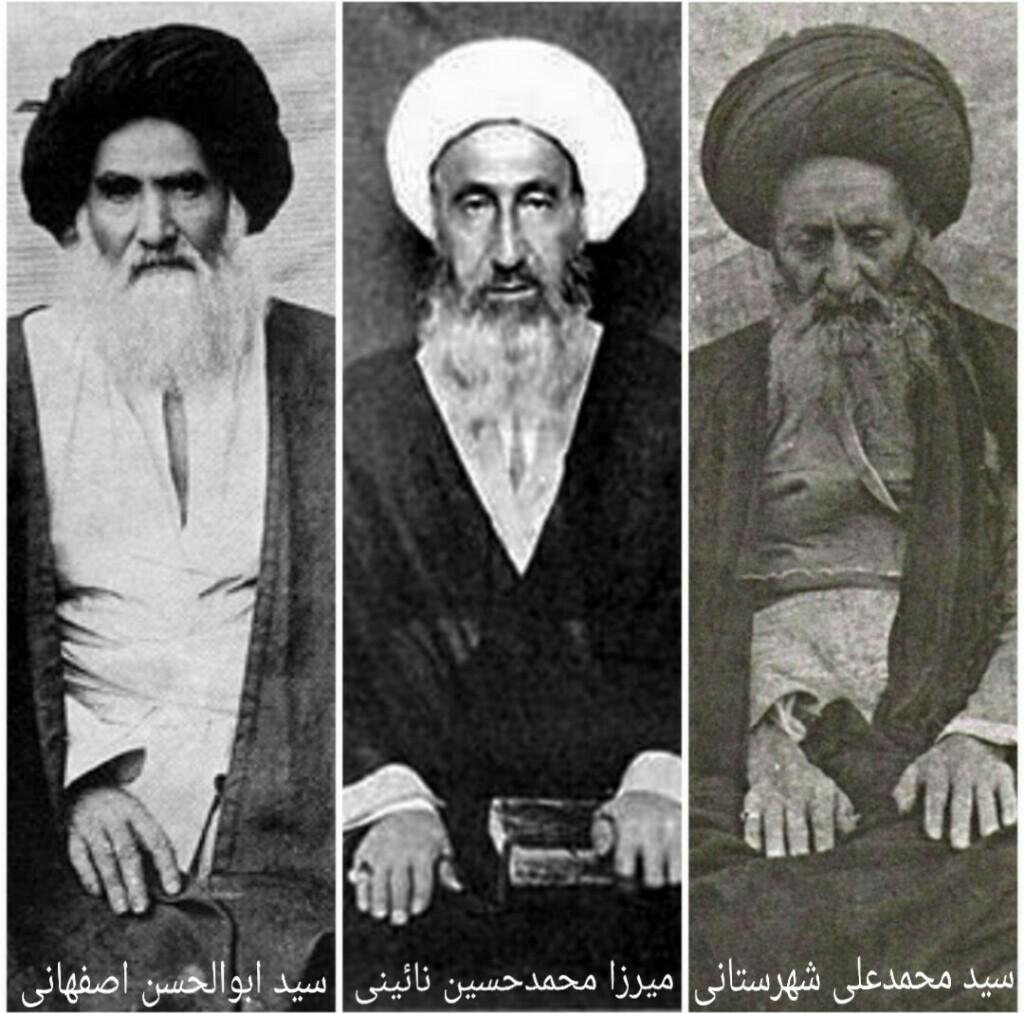
سید محمدعلی شهرستانی،میرزای نایینی وسید ابوالحسن اصفهانی

در سال ۱۳۰۲ خورشیدی سید ابوالحسن اصفهانی (به همراه میرزای نائینی و سید محمد علی شهرستانی) از عراق عثمانی به ایران تبعید شد. روی هم رفته، قاجاریان پایگاه سنتی خود را در میان مردم از دست داده بودند و اکثریّت نمایندگان مجلس هم طرفدار تغییر رژیم از مشروطه سلطنتی به جمهوریت بودند.
بزرگ‌ترین دلیل منصرف شدن سردار سپه از جمهوریت این بود که رهبران روحانی (از جمله اصفهانی) تغییر نظام سیاسی ایران را به جمهوری مصلحت ندانستند و در ملاقاتی که سردار سپه در قم، با سه مرجع بزرگ وقت سید ابوالحسن اصفهانی، میرزا حسین نائینی و شیخ عبدالکریم حائری یزدی داشت، علماء نظر خود را در مورد جمهوری و نقشی که حاضرند برای رضاخان بپذیرند به او اطلاع دادند. به گفته مهدی حائری یزدی (فرزند شیخ عبدالکریم حائری یزدی) در آن دیدار به رضاخان گفته شد که علما حاضرند حتی او را به عنوان پادشاه بپذیرند، اما «جمهوری» برای ایشان قابل قبول نیست؛ لذا توافق شد که گفت و گو از جمهوریت موقوف شود.
رضاخان پس از بازگشت از قم، اعلامیه‌ای صادر کرد که با توافق مراجع تقلید (اصفهانی، نائینی و حائری یزدی) از جمهوریت منصرف شده‌است و این سه تن نیز در قم اعلامیهٔ واحدی حاکی از همین توافق منتشر کردند.
سرانجام ملک فیصل اول، مجبور به عذرخواهی از مراجع تبعید شده (سید ابوالحسن اصفهانی، میرزای نائینی، سید محمد علی شهرستانی) گردید و آن سه پس از هشت ماه دوری در سال (۱۳۴۲ قمری ۱۳۰۲ خورشیدی) به حوزه علمیه نجف بازگشتند.

## در جریان انقلاب ۱۹۲۰ عراق
وی در حمایت از مردم عراق فتوایی به شرح زیر صادر نمود:
بسم اللّه الرحمن الرحیم سلام بر همه، بالخصوص برادران عراقی وظیفه دینی بر همه مسلمانان لازم می‌گرداند که در حفظ حوزه اسلام و بلاد اسلامی تا آنجاکه قدرت دارند بکوشند و بر همه ما واجب و لازم است که سرزمین عراق را که مشاهد ائمه هدی علیهم السلام و مراکز دینی ما در آنجا است، از تسلط کفار حفظ نموده و از نوامیس دینی آن دفاع کنیم من شما را بر این موضوع دعوت کرده و ترغیب می‌نمایم خداوند ما و شما را برای خدمت به اسلام و مسلمین موفق فرماید (ابوالحسن الموسوی الاصفهانی)
پس از انقلاب ۱۹۲۰ علما نقش مقابله‌گرانه با قیمومیت را ادامه دادند و بیعت با ملک فیصل اوّل را رد کردند. کسی که انگلیسی‌ها او را به‌عنوان پادشاه عراق تعیین کرده بودند. ملک فیصل، به منظور قانونی جلوه دادن حاکمیت خویش، اعلام برگزاری انتخابات کرد. علما چون می‌دانستند وی دست نشانده انگلیس است و به منظور تحکیم حکومت خود می‌خواهد انتخابات برگزار کند، با انتخابات فرمایشی به مخالفت برخاستند.
سید ابوالحسن اصفهانی و میرزای نایینی فتوا به حرمت مشارکت در انتخابات مجلس نمایندگان را دادند. دولت عراق عکس‌العمل نشان داد و مهدی خالصی را که انتخابات را تحریم کرده بود، تبعید نمود.
در اعتراض به تبعید وی، میرزای نائینی و سید ابوالحسن مدیسه‌ای اصفهانی و میرزا علی شهرستانی راهی ایران شدند و حکومت عراق نیز با شیوه ناپسندی که حکایت از اخراج و تبعید آنان داشت، با ایشان برخورد کرد؛ ولی از آن جا که تبعید علما به زیان انگلیس و عراق تمام شد، ایادی انگلیس به تلاش برخاستند و برای پایان دادن به مسئله تبعید علما به گفتگوهای دیبلماسی پرداختند و مسئله را به پایان بردند و علمای تبعیدی را به نجف بازگرداندند.

## فتواها
در پی اعدام ابوطالب یزدی در مکه در سال ۱۳۲۲، سید ابوالحسن اصفهانی فتوایی مبنی بر تحریم حج صادر کرد و متعاقب آن محمدرضا پهلوی دستور به توقف اعزام حجاج ایرانی به عربستان به مدت ۵ سال را داد.

## وفات
اصفهانی در اثر سانحه‌ای به زمین‌خورد و پس از بازگشت به کاظمین در ۱۵ آبان ۱۳۲۵ در نجف و در ۸۱ سالگی درگذشت و پیکرش در حرم علی ابن ابیطالب بخاک سپرده شد. شاه و احمد قوام مراسم ختمی در مسجد شاه تهران برگزار کرده و به همراه درباریان در آن شرکت کردند و در سراسر کشور، سه روز عزای عمومی اعلام کردند. 